# Couvre-chef

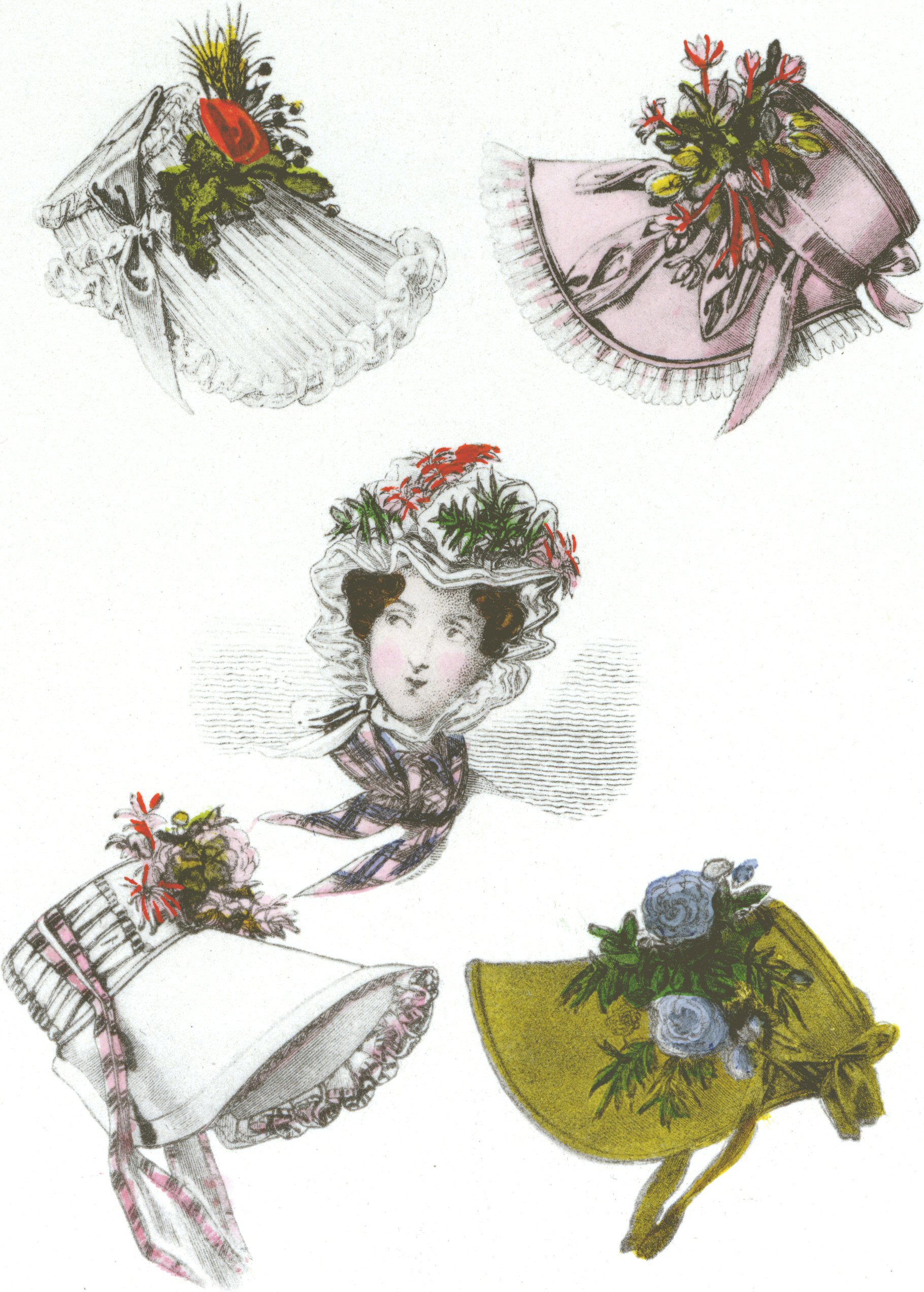
Couvre-chefs féminins de 1820.

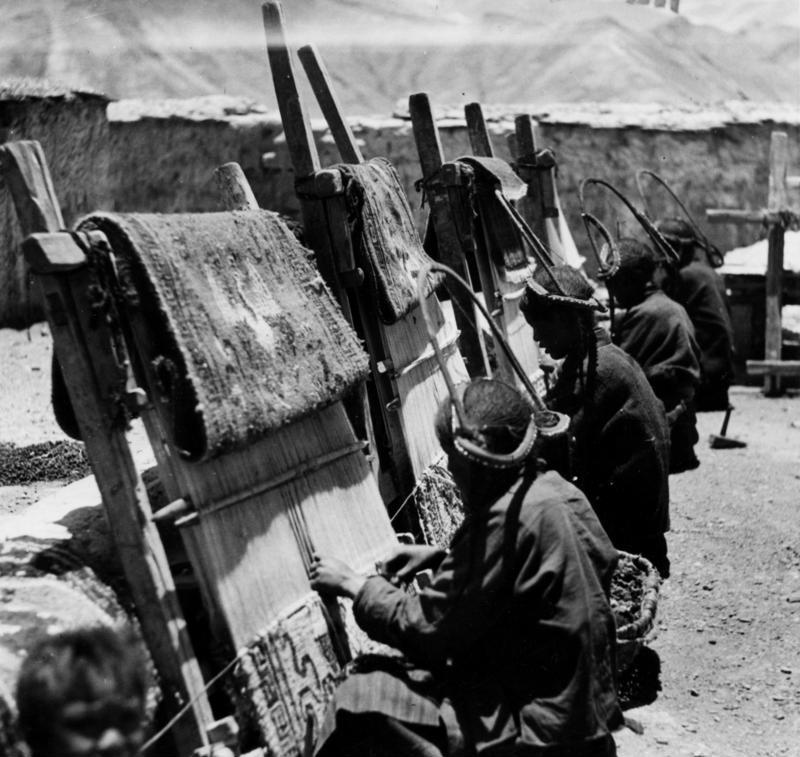
Une très grande variété de coiffes a caractérisé les civilisations passées, sur tous les continents, ici chez des tisseuses de tapis à Gyantsé, au Tibet en 1938.

Le couvre-chef est un accessoire de mode qui se porte sur la tête. Le mot chef ici a le sens de tête (du latin caput signifiant tête ou chef).

## Forme
Il existe deux types principaux de couvre-chefs : avec ou sans bord. Pour chaque type, on distingue deux formes :
- le bonnet de forme arrondie qui épouse la forme du dessus du crâne ;
- le chapeau de forme cylindrique qui se pose sur la tête.

La partie du couvre-chef qui se place juste au-dessus de la tête s'appelle une calotte, il est question de calotte basse pour les bonnets par exemple et de calotte haute pour le haut-de-forme. La calotte peut aussi désigner une forme : calotte plate pour le canotier.
Les couvre-chefs destinés aux femmes et ayant une forme de bonnet s'appellent aussi des coiffes.
Les autres formes alternatives sont :
- le capuchon, de forme arrondie, épousant la forme du crâne comme le bonnet mais tombant plus bas sur la nuque et les oreilles et comportant parfois des liens ;
- le turban, une pièce de tissu s'enroulant autour de la tête ;
- la couronne, un disque creux plus ou moins épais qui se pose sur la tête.

## Matériaux
La très grande majorité des couvre-chefs est fabriquée soit en paille, soit en feutre.
Les tout premiers couvre-chefs étaient en cuir ou en fibres naturelles (lin, laine, feutre).
Les plus luxueux étaient fabriqués en poils de castor [ref. nécessaire] et s'ornaient de rubans, joyaux, bijoux, plumes rares, dentelle, etc.
Les fleurs sont aussi utilisées comme couvre-chef dans certaines cultures.
En France notamment, certaines coiffes, dont d'enfants et souvent de femmes contenaient un petit arceau ou un cercle de fer (au Moyen Âge) dit « arcelet » (de carton, voire de métal) pour les rigidifier. L'arcelet (ou arceletz) pouvait aussi être lui-même une « sorte de parure en forme d'arceau ».
Quand il était utilisé chez l'enfant en croissance, il pouvait être une source de déformation importante du crâne, qui persistait chez l'adulte.

## Historique
Dans la préhistoire, il est possible que la queue d'un écureuil ait servi de couvre-chef à un homme préhistorique de culture épigravettienne (il y a 18 000 ans), puisqu'on trouve un os de la vertèbre caudale d'un écureuil près de la tête d'un squelette d'Arene Candide en Italie. Certaines Vénus du paléolithique portent des résilles, des couvre-chefs en forme de panier. des statuettes de Mal'ta en Sibérie sont coiffées de capuches. Un Cro-Magnon de Gabillou porte une sorte d'anorak complété par une capuche.
Pour l'Antiquité, le plus ancien couvre-chef connu est le pilos, il était porté dans l'antiquité pour indiquer le rang social puisque seules certaines classes sociales étaient en droit de le porter. Il avait une forme de bonnet en cuir, toile de lin ou laine qui enveloppait la tête et s'arrêtait au niveau des oreilles. Ensuite apparut le pétase qui est une sorte de pilos à bord.
Au Moyen Âge, les hommes ne portaient de couvre-chefs qu'en de rares occasions comme les voyages ; c'étaient des sortes de bonnets en cuir. Les femmes se couvraient la tête de foulards, voiles ou de capuches de manteau parfois, avec un bandeau, une couronne ou un diadème dessus.
Au début du XIVe siècle, pour les hommes apparaît le liripipion qui est une sorte de capuchon pointu, allongé ; sa pointe va aller en s'allongeant jusqu'à se porter en turban vers la fin du siècle.
Le voile des femmes se sophistique de plus en plus, il se rembourre ou s'arme de fil de fer pour lui faire prendre des formes hautes qui finissent par le hennin. À la fin du XIVe siècle, les hennins et autres coiffes ont atteint leur taille maximale et le bonnet plat revient à la mode.
Au XVIe siècle, c'est le chapeau pain de sucre qui est en vogue pour les hommes. Il a une calotte haute, un petit bord et il est savamment décoré de plumes ou de rubans.
À partir de 1690, les tricornes, de forme triangulaire et souvent bordés par une plume d'autruche, apparaissent. Les femmes voient la fontange être à la mode de 1680 à 1720 environ.
Le XVIIIe siècle est dominé par la perruque. Les bonnets de nuit sont très prisés du fait des crânes rasés pour maintenir les perruques. Dans les années 1770, le tricorne passe de mode et le bicorne, ancien couvre-chef équestre, devient en vogue, préfigurant la vogue du haut-de-forme du XIXe siècle. À partir de 1870, les hauts-de-forme deviennent plus petits et sont parfois appelés tuyaux de poêle.
Pendant le XIXe siècle, le canotier devient un chapeau populaire en été et influence la mode féminine où le chapeau supplante le bonnet vers 1870.
Après la Première Guerre mondiale, les hommes ne portent plus le haut-de-forme que pour les grandes occasions et gardent le chapeau melon pour le quotidien. Le panama remplace le canotier pour l'été. Dans les années 1920, c'est le chapeau cloche qui est en vogue pour les femmes ; il est abandonné dans les années 1930 pour des modèles à bord plus décorés.
Après la Seconde Guerre mondiale, les hommes abandonnent progressivement le couvre-chef et les femmes découvrent la coupe à la garçonne privilégiant le cheveu sur le chapeau ; dès le début des années 1950, la mode du chapeau disparaît et ne retrouvera plus la place qu'elle tenait dans la société auparavant.
Dans les années 1970, la casquette se popularise comme accessoire de mode sous l'impulsion des Beatles.

## Usage
D'abord utilisé pour symboliser l'autorité, les couvre-chefs ont aussi trouvé un usage religieux, souvent sobres et accentués vers le haut en symbole d'élévation de l'âme vers le ciel.
Ce symbole d'autorité se retrouve dans les coiffes traditionnelles estudiantines où la coiffe n'est acquise qu'après une sorte d’initiation et se couvre de toutes sortes d'objets ou symboles ayant un sens précis à la manière dont les nobles décoraient leurs couvre-chefs pour signifier leur rang.